# Васко (Орегон)
Васко (енгл. Wasco) град је у америчкој савезној држави Орегон.

## Демографија
По попису из 2010. године број становника је 410, што је 29 (7,6%) становника више него 2000. године.
| Група             | 2000.       | 2010.       |
| Белци             | 354 (92,9%) | 391 (95,4%) |
| Афроамериканци    | 0 (0,0%)    | 2 (0,5%)    |
| Азијати           | 1 (0,3%)    | 1 (0,2%)    |
| Хиспаноамериканци | 13 (3,4%)   | 8 (2,0%)    |
| Укупно            | 381         | 410         |